# Сура Мутаффіфін
Сура Мутаффіфін (араб. سورة المطففين‎) або Міряючі несправедливо — вісімдесят третя сура Корану. Мекканська, містить 36 аятів.